# Harpagochares
Harpagochares is een geslacht van wantsen uit de familie van de Reduviidae (Roofwantsen). Het geslacht werd voor het eerst wetenschappelijk beschreven door Carl Stål in 1859.

## Soorten
Het genus bevat de volgende soorten:

- Harpagochares armata (Montrouzier, 1865)
- Harpagochares attenuata Villiers, 1948
- Harpagochares brazzai (Villiers, 1948)
- Harpagochares bredoi (Schouteden, 1951)
- Harpagochares dahomeyana Villiers, 1948
- Harpagochares decaryi (Villiers, 1948)
- Harpagochares decellei (Villiers, 1968)
- Harpagochares fusca Villiers, 1962
- Harpagochares gerardi (Schouteden, 1931)
- Harpagochares jeanneli (Villiers, 1944)
- Harpagochares laevis (Villiers, 1965)
- Harpagochares macellus (Villiers, 1965)
- Harpagochares massaicus (Villiers, 1975)
- Harpagochares massaicus Villiers, 1975
- Harpagochares moheliana Villiers, 1962
- Harpagochares monticola (Villiers, 1962)
- Harpagochares mrazeki (Villiers, 1965)
- Harpagochares orientalis (Villiers, 1945)
- Harpagochares signata Schouteden, 1905
- Harpagochares signatus (Schouteden in Bergroth & Schouteden, 1905)
- Harpagochares spinuliceps (Stål, 1859)
- Harpagochares tagalicus (Stål, 1870)
- Harpagochares tagalicus Stål, 1870
- Harpagochares vilhenai (Villiers, 1950)